# Хлыстов, Валерий Павлович
Вале́рий Па́влович Хлысто́в (род. 23 марта 1952, Братск) — украинский тренер по боксу. Тренер молодёжных сборных команд Украины и России, первый тренер титулованного украинского боксёра Владимира Кличко, олимпийского чемпиона, многократного чемпиона мира среди профессионалов. Заслуженный тренер Украины.
Заслуженный тренер России (1993).

## Биография
Валерий Хлыстов родился 23 марта 1952 года в городе Братске Иркутской области. В период 1963—1969 годов учился в братской средней школе № 7, в 1974 году окончил Омский государственный институт физической культуры, где обучался на факультете борьбы, игровых и силовых видов спорта.
Впоследствии переехал на постоянное жительство в город Бровары Киевской области Украинской ССР, где в течение многих лет работал тренером по боксу в Броварской школе-интернате спортивного профиля. Здесь в числе прочего подготовил выдающегося украинского боксёра Владимира Кличко, олимпийского чемпиона, будущего многократного чемпиона мира среди профессионалов. За выдающиеся достижения на тренерском поприще удостоен почётного звания «Заслуженный тренер Украины».
После распада Советского Союза в 1991—2000 годах проживал в России, работал в Федерации бокса России тренером юношеской национальной сборной по боксу. В 1993 году удостоен звания «Заслуженный тренер России». Затем вернулся на Украину и занял аналогичную должность в украинской национальной сборной. Принимал активное участие в подготовке известного украинского боксёра-профессионала Юрия Нужненко. С 2016 года работает тренером по боксу в юниорской сборной команде Калмыкии.